# Silent Hunter III
Silent Hunter 3 (англ. Безшумний мисливець 3) — відеогра, реалістичний симулятор німецької підводного човна часів Другої світової війни від французького видавця Ubisoft. Розробка студії Ubisoft Romania (Румунія, Бухарест).

## Ігровий процес
Під командування гравцеві дається німецький підводний човен часів Другої Світової війни.
У гру включені 5 тренувальних місій, динамічна кампанія і поодинокі (разові) місії. З головного меню доступна тривимірна енциклопедія судів і авіації того періоду для різних країн.
Цілі одиночних і тренувальних місій роз'яснюються перед їх запуском.
Перед кожною місією гравцеві надається можливість вибрати рівень реалізму геймплея: вразливість судів і кораблів противника, своєї підводного човна, браковані торпеди, стабілізацію перископа і пр.
У динамічній кампанії гравцеві пропонується роль командира підводного човна протягом низки бойових походів з широкою самостійністю — для кожного походу призначається лише квадрат патрулювання. Гравець може сам вибирати яким шляхом слідувати, на який субмарині, вибирати цілі для атаки, приймати бій чи йти від нього.

### Екіпаж, керування екіпажем
Частиною ігрового процесу Silent Hunter III є управління екіпажем. Кожен у команді субмарини має своє ім'я і прізвище, зовнішність, військове звання, може просуватися по службі і здобувати нагороди (за бажанням гравця, при наявності вільних аркушів про присвоєння чергового військового звання і вільних нагород).
У динамічній кампанії після кожного бойового походу можуть бути доступні листи підвищень у званні, нагороди та навчання військової спеціальності (останнє доступно після кожного походу, але тільки для одного офіцера або старшини).
Для офіцерів і старшинського складу передбачені військові спеціальності — штурман (стерновий), спостерігач (вахтової), торпедист, артилерист, зенітник, ремонтник, машиніст, медик. Перебування на посаді спеціалістів значно збільшує індикатор ефективності відсіку. Офіцери можуть мати від 1 до 3-х військових спеціальностей. Старшини — тільки одну військову спеціальність (або її відсутність). Навчити спеціальності матроса не можна.
Нагороди підводникам екіпажу (список) — нагрудний знак за поранення, U-boat Front Clasp, нагрудний знак підводника, Залізний хрест 2-го класу, Залізний хрест 1 -го класу, Німецька хрест, Лицарський хрест Залізного хреста.
Військові звання:
- Матроси — Матрос-Єфрейтор (Matrosen-Gefreiter, Seaman), Матрос-Оберефрейтор (Matrosen-Obergefreiter, Able Seaman), Матрос-Хауптефрейтор (4,5 року служби, Matrosen-Hauptgefreiter, Veteran Seaman);
- Старшини — Warrant Officer (Bootsmann), Senior Warrant Officer (Stabsbootsmann), Chief Warrant Officer (Stabsoberbootsmann);
- Офіцери — Оберфенріх (випускник офіцерського училища, виконувач офіцерські обов'язки в очікуванні присвоєння офіцерського звання), Лейтенант, оберлейтенант.

### Підводні човни в SH3, їх озброєння та обладнання
Вибір підводного човна залежить від вибору часу початку кар'єри чи місії, а також флотилії.
- тип II (варіанти A і D)
- тип VII (варіанти B, C, C/41 і C/42)
- тип IX (варіанти B, C, C/40 і D2)
- тип XXI

## GWX3 Gold
The GWX3 GOLD Add-on — популярна модифікація для гри від розробників The Grey Wolves. Вносить до Silent Hunter 3 значне число поліпшень, у тому числі пов'язаних з історичною достовірністю; нові типи суден та ін Опис і повний список змін доступні на офіційному сайті команди розробників. Там же доступна для скачування детальна брошура у форматі PDF. GWX3 GOLD Add-on встановлюється на оригінальну гру трохи менше, ніж у половині випадків, що підтверджується обговореннями в присвячених Silent Hunter 3 форумах.
Після установки GWX3 Gold, пропадає можливість грати по інтернету з тими, у кого пакет GWX3 Gold не встановлено (це повідомлення з'являється в інтерфейсі з'єднання з сервером багато користувачів ігри).